# London (film 2005)
London è un film del 2005 scritto e diretto da Hunter Richards.

## Trama
New York. Syd è distrutto dalla fine della sua relazione durata due anni con la sexy e affascinante London e affoga la sua disperazione nell'uso di droghe e alcool. 
Una sera, mentre è al bar, per caso viene a sapere che hanno organizzato una festa di addio per London che sta per trasferirsi, festa a cui lui non è stato invitato. Allora si autoinvita, trascinando con sé Bateman, uno spacciatore di droga che aveva incontrato al bar. I due uomini, arrivati in anticipo, si chiudono in bagno e qui si imbottiscono di alcool e droga, con la partecipazione a turno anche di due ragazze. I due iniziano a parlare a lungo tra loro: entrambi sono in crisi per gli stessi motivi e si confessano a vicenda. Bateman lo informa di tutte le sue esperienze sadomaso, fino ad arrivare al motivo reale che l'ha spinto su quella strada, ossia la sua impotenza: la moglie gli ha detto in faccia che il sostituto era più virile di lui, perché anche se innamorato non riesce ad avere rapporti con la donna che ama e che lo ama, e questo è causa di una frustrazione estrema che lo porta all'esasperazione verbale verso Syd. Syd a sua volta arriva al nodo per cui è avvenuta la sua crisi personale: non essere mai riuscito a dire ti amo alla sua donna. Insomma la crisi di due uomini, con tanto di autoanalisi ed un finale di speranza: Syd finalmente trova il coraggio per scendere al piano inferiore e parlare con London. Escono dalla festa dopo una rissa, e in macchina lui si scusa con lei per tutte le sue mancanze e ammette i suoi errori. Passano la notte insieme ma al mattino lei deve partire.

## Produzione
È stato prodotto dalle società Destination Films, National Film and Television School e Silver Nitrate.

### Cast
Il cast è composto da: Chris Evans, Jessica Biel e Jason Statham che avevano già recitato insieme nel film del 2004 Cellular. Inoltre sono presenti: Joy Bryant, Kelli Garner, Isla Fisher, Louis C.K., Dane Cook, Lina Esco, Jeff Wolfe, Paula Patton, Kat Dennings, Sophie Monk.

### Luoghi
Il film è stato interamente girato a New York.

## Colonna sonora
1. London - The Crystal Method
2. Restless - Evil Nine/Toastie Taylor
3. Smoked - The Crystal Method
4. Fire to Me - Hyper Vs. The Crystal Method
5. Roboslut - The Crystal Method
6. Defective - The Crystal Method
7. Vice - The Crystal Method
8. Crime - Troy Bonnes
9. C'Mon Children - The Out Crowd
10. Onesixteen - The Crystal Method
11. Sucker Punch - Connie Price & Keystones
12. Glass Breaker - The Crystal Method
13. I Luv U - The Crystal Method
14. Nothing Like You and I - The Perishers